# Abyssophilos ktis
Abyssophilos ktis är en kräftdjursart som beskrevs av Jellinek och Swanson 2003. Abyssophilos ktis ingår i släktet Abyssophilos och familjen Trachyleberididae. Inga underarter finns listade i Catalogue of Life.